# Иван Шопов (библиограф)
Вижте пояснителната страница за други личности с името Иван Шопов.
Иван Василев Шопов е български библиограф. Подготвя и обнародва в „Цариградски вестник“ (бр. 99 от 6 септември 1852) първата библиография, изработена от българин.

## Биография
Роден е през 1826 година. Учи в килийното училище в родния си град, в Карлово при Райно Попович, в гръцкото търговско училище на остров Халки, в Атина (1843 г.). През 1846 г. следва в Историко-филологическия факултет на Московския университет. През 1851 г. се записва студент в Медицинския факултет в Прага.
Сътрудничи на Павел Шафарик – изследовател по история на славянските езици, фолклор, литература. Публикува в „Цариградски вестник“ (бр. 99, 6 септември 1852 г.) „Списък на български книги на нововъзраждащата се българска писменост в XIX в.“, който излиза и като самостоятелно издание. Притежава една от най-богатите частни библиотеки през Възраждането.
Самоубива се в Прага.